# Schweitz
 (avril 2013).
Le nom de Schweitz et de Schweitzer/Schweizer indique une origine géographique : il désignait en Alsace des familles originaires de la Suisse alémanique (Schweiz), au même tire que « Schwob » désignait des personnes originaires de la Souabe. Il est également possible qu’il fasse référence au canton de Schwytz, l'un des trois cantons fondateurs de la Suisse. En France, au XIXe siècle et XXe siècle, ce nom est surtout présent en Alsace, notamment dans le département du Bas-Rhin. Le patronyme Schweitzer est également très présent en Moselle.
Ces originaires de Suisse sont arrivés en Alsace, et l’ont quittée, en au moins trois vagues d’immigration, entre le XVIe et le XIXe siècle : 
- au XVIe siècle attirés par l’opulence de la province qui appartenait au même espace linguistique,
- au XVIIe siècle pour échapper à la répression des paysans et des anabaptistes, ou pour échapper aux contraintes des corporations d’artisans,
- entre 1680-1710 pour répondre à une politique facilitant l’installation des étrangers, afin de repeupler la province dévastée par la guerre de Trente Ans.

Dès le XVIIIe siècle des Alsaciens, surtout des protestants et des Suisses transitant par la France, émigrent aux États-Unis. Au XIXe siècle ils sont encore plus nombreux avec 44 799 passeports délivrés en France de 1815 à 1870. Parmi ces émigrants des Schweitz, puisque ce nom est représenté aux États-Unis.
Une fois l’Alsace occupée par l’Allemagne en 1871, un certain nombre de Schweitz quittent l’Alsace en optant pour la nationalité française à Nancy. Leur installation à Paris, alors déjà bien relié à l'est de la France par la Compagnie des chemins de fer de l’Est, puis ailleurs en France, va amener la diffusion du nom ailleurs qu’en Alsace. À Paris, avant 1914, ils sont d'ailleurs assez nombreux à être domiciliés dans le quartier environnant la gare de l'Est, certains se faisant même embaucher à la Compagnie de l'Est, et continuant de ce fait à entretenir des liens familiaux avec les membres de leur famille restés au-delà de la nouvelle frontière. Des mariages seront parfois conclus, aidant à préserver les liens familiaux entre les Alsaciens de Paris et ceux du Pays. 
On trouve aujourd'hui des Schweitz en Alsace (Bas-Rhin), notamment à Duttlenheim (passés par Duppigheim et Dachstein) ailleurs en France, notamment en Indre-et-Loire et dans les Alpes-Maritimes. Ils sont assez nombreux en Europe (Suède, Norvège, Danemark, Allemagne) et en Amérique (États-Unis, Canada, Chili).